# Форе-Сен-Жюльен
Форе́-Сен-Жюлье́н (фр. Forest-Saint-Julien, окс. Forest Sant Julian) — коммуна во Франции, находится в регионе Прованс — Альпы — Лазурный Берег. Департамент коммуны — Верхние Альпы. Входит в состав кантона Сен-Бонне-ан-Шансор. Округ коммуны — Гап.
Код INSEE коммуны — 05056.

## Население
Население коммуны на 2008 год составляло 276 человек.
| 1962 | 1968 | 1975 | 1982 | 1990 | 1999 | 2008 |
| ---- | ---- | ---- | ---- | ---- | ---- | ---- |
| 227  | 231  | 197  | 177  | 178  | 218  | 276  |

## Экономика
В 2007 году среди 167 человек в трудоспособном возрасте (15—64 лет) 132 были экономически активными, 35 — неактивными (показатель активности — 79,0 %, в 1999 году было 72,2 %). Из 132 активных работали 128 человек (62 мужчины и 66 женщин), безработных было 4 (1 мужчина и 3 женщины). Среди 35 неактивных 12 человек были учениками или студентами, 13 — пенсионерами, 10 были неактивными по другим причинам.

## Достопримечательности
- Древнеримская дорога
- Средневековая «Дорога мёртвых»
- Акведук через ручей Ансель

## Фотогалерея
- Часовня
- Акведук